# Z-1 Leberecht Maass
Z-1 Леберехт Маасс (нім. Z-1 «Leberecht Maass») — німецький ескадрений міноносець типу 1934.
Названий на честь німецького контр-адмірала Леберехта Маасса, який загинув 28 серпня 1914 року в битві в Гельголандской бухті.
Закладено 10 жовтня 1934 року на верфі фірми «Deutsche Werke» в Кілі. Спущений на воду 18 серпня 1935 року та 14 січня 1937 року набрав лад в якості флагманського корабля, командувача есмінцями. Станом на вересень 1939 року бортовий номер не присвоювався.

## Історія та деякі характеристики

Креслення есмінця Леберехт Маасс на 1940 рік

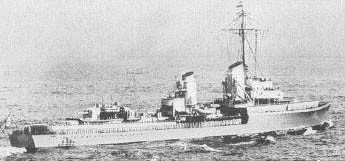
Есмінець Леберехт Маасс. 1938 рік

Замовлений 7 липня 1934 року, будівництво почате 10 жовтня 1934 року, спущений на воду 18 серпня 1935 року, в строю з 14 січня 1937 року.
Водотоннажність 2232 т (стандартне), 3156 т (повне); Довжина 119 м (найбільша) 114 м (між перпендикулярами); Ширина 11,3 м (найбільша); Осадка 3,8 м (нормальна), 4,3 м (з повним вантажем).
Артилерія 5 × 1 127-мм АУ SK C/34 (боєзапас — 120 пострілів на гармату); Зенітна артилерія 2 × 2 — 37-мм SKC/30, 6 × 1. 20-мм FlaK 30; Мінно-торпедного озброєння 2 × 4 — 533-мм ТА, до 60 мін загородження.
У квітні 1938 року здійснив плавання до Швеції з відвідуванням Гетеборга.
19 серпня 1938 року брав участь у флотському огляді за участю рейхсканцлера Гітлера і регента Угорщини адмірала Горті.
1 листопада 1938 увійшов до складу 2 флотилії ескадрених міноносців Крігсмаріне.
З 18 квітня по 15 травня 1939 року робив плавання до узбережжя Іспанії і Марокко, після чого брав участь в окупації Мемеля (травень 1939).
З початком Другої світової війни брав участь в Польській кампанії і 3 вересня 1939 року брав участь в бою з польськими есмінцем «Віхер», мінним загороджувачем «Гриф» і береговими батареями, був пошкоджений: 4 вбитих, 4 поранених. Ремонт тривав до грудня 1939 року.
22 лютого 1940 року в ході операції «Вікінгер» був помилково атакований і пошкоджений німецькими бомбардувальником He 111 зі складу 4./KG 26. При ухиленні від атаки підірвався на міні, виставленої британськими есмінцями 20-ї флотилії, і затонув на північний захід від острова Боркум. Втрати — 282 людини.

## Командири корабля
| Ім'я та звання                           | Час служби                        |
| ---------------------------------------- | --------------------------------- |
| корветтен-капітан Фрідріх Трауготт Шмідт | 14 січня 1937 — 29 вересня 1937   |
| фрегаттен-капітан Гергард Вагнер         | 5 жовтня 1937 — 4 квітня 1939     |
| корветтен-капітан Фріц Бассенге          | 5 квітня 1939 — 22 листопада 1940 |